# Göthe Ellemar
Göthe Ellemar, född Erik Göthe Andersson 4 september 1913 på Lidingö, död 8 juni 1998 i Årsta,  var en svensk skådespelare.

## Filmografi
- 1933 – Vad veta väl männen - åskådare vid utedansbanan
- 1934 – Uppsagd - arbetssökande
- 1936 – Johan Ulfstjerna - dansande på nyårsbalen
- 1937 – Klart till drabbning - flottist
- 1938 – Vi som går scenvägen - teaterbesökare
- 1939 – Herr Husassistenten - den långe mekanikern på Elitgaraget
- 1939 – Landstormens lilla Lotta - 43 Pettersson
- 1939 – Vi på Solgläntan - läskedrycksutköraren
- 1940 – Romans - gäst på förlovningsfesten
- 1940 – Stål - man på festen
- 1940 – Vi Masthuggspojkar - Stockholmaren (AIK:aren) på fotbollsmatchen
- 1941 – Landstormens lilla argbigga - värnpliktig
- 1943 – Flickan är ett fynd - försäljare
- 1944 – Vi behöver varann - direktör i Genève